# Livio Lorenzon
Livio Lorenzon (Trieste, 6 maggio 1923 – Latisana, 23 dicembre 1971) è stato un attore italiano.

## Biografia
Cominciò l'attività di attore con lo pseudonimo di Elio Ardan, partecipando al film Ombre su Trieste (1952) di Nerino Florio Bianchi, girato nella città natale.
Si trasferì in seguito a Roma, dove partecipò a numerose pellicole, come La grande guerra (1959) di Mario Monicelli e al filone della commedia all'italiana: Il vedovo (1959) di Dino Risi, accanto ad Alberto Sordi,  Frenesia dell'estate (1963), con la regia di Luigi Zampa.
Partecipò poi, nel corso degli anni sessanta, anche in virtù della prestanza fisica, a molteplici produzioni di pellicole di serie B d'ambientazione storica, interpretando per lo più parti di cattivo. Apparve anche in sceneggiati televisivi prodotti dalla Rai, come Una tragedia americana (1962) e Giocando a golf una mattina (1969).
Nel 1965 subì un brutto incidente automobilistico, ma senza gravi conseguenze e che non pregiudicò la carriera d'attore. Morì prematuramente all'età di 48 anni per cirrosi epatica dopo una lunga degenza all'ospedale di Latisana. Era fratello dell'attore Gianni Solaro.

## Filmografia

Livio Lorenzon (al centro) in una scena del film Colorado Charlie (1965) di Roberto Mauri

### Cinema
- Ombre su Trieste, regia di Nerino Florio Bianchi (1952)
- La barriera della legge, regia di Piero Costa (1954)
- Siluri umani, regia di Antonio Leonviola (1954)
- Bertoldo, Bertoldino e Cacasenno, regia di Mario Amendola e Ruggero Maccari (1954)
- La catena dell'odio, regia di Piero Costa (1955)
- Storia di una minorenne, regia di Piero Costa (1956)
- El Alamein, regia di Guido Malatesta (1957)
- Sigfrido, regia di Giacomo Gentilomo (1957)
- Anche l'inferno trema, regia di Piero Regnoli (1958)
- Il cavaliere del castello maledetto, regia di Mario Costa (1958)
- Capitan Fuoco, regia di Carlo Campogalliani (1958)
- Afrodite, dea dell'amore, regia di Mario Bonnard (1958)
- Il figlio del corsaro rosso, regia di Primo Zeglio (1959)
- L'arciere nero, regia di Piero Pierotti (1959)
- Il vedovo, regia di Dino Risi (1959)
- Il terrore della maschera rossa, regia di Luigi Capuano (1959)
- Il terrore dei barbari, regia di Carlo Campogalliani (1959)
- La grande guerra, regia di Mario Monicelli (1959)
- I Reali di Francia, regia di Mario Costa (1959)
- La sceriffa, regia di Roberto Bianchi Montero (1959)
- Gastone, regia di Mario Bonnard (1960)
- Le signore, regia di Turi Vasile (1960)
- Il terrore dell'Oklahoma, regia di Mario Amendola (1959)
- I pirati della costa, regia di Domenico Paolella (1960)
- La furia dei barbari, regia di Guido Malatesta (1960)
- Il cavaliere dai cento volti, regia di Pino Mercanti (1960)
- Cavalcata selvaggia, regia di Piero Pierotti (1960)
- L'ultimo zar (Les nuits de Raspoutine), regia di Pierre Chenal (1960)
- La Venere dei pirati, regia di Mario Costa (1960)
- La rivolta dei mercenari, regia di Piero Costa (1961)
- Il gladiatore invincibile, regia di Alberto De Martino (1961)
- Il segreto dello Sparviero Nero, regia di Domenico Paolella (1961)
- La vendetta di Ursus, regia di Luigi Capuano (1961)
- Una spada nell'ombra, regia di Luigi Capuano (1961)
- Ponzio Pilato, regia di Gian Paolo Callegari (1961)
- I masnadieri, regia di Mario Bonnard (1961)
- Il terrore dei mari, regia di Domenico Paolella (1961)
- I sette gladiatori, regia di Pedro Lazaga (1962)
- Tharus figlio di Attila, regia di Roberto Bianchi Montero (1962)
- Zorro alla corte di Spagna, regia di Luigi Capuano (1962)
- Frenesia dell'estate, regia di Luigi Zampa (1963)
- Zorro e i tre moschettieri, regia di Luigi Capuano (1963)
- Maciste l'eroe più grande del mondo, regia di Michele Lupo (1963)
- Gli invincibili sette, regia di Alberto De Martino (1963)
- La rivolta dei sette, regia di Alberto De Martino (1964)
- Ercole contro i tiranni di Babilonia, regia di Domenico Paolella (1964)
- Queste pazze, pazze donne, regia di Marino Girolami (1964)
- Ercole contro Roma, regia di Piero Pierotti (1964)
- Jim il primo, regia di Sergio Bergonzelli (1964)
- La vendetta dei gladiatori, regia di Luigi Capuano (1964)
- Il figlio di Cleopatra, regia di Ferdinando Baldi (1964)
- Ercole, Sansone, Maciste e Ursus gli invincibili, regia di Giorgio Capitani (1964)
- I due evasi di Sing Sing, regia di Lucio Fulci (1964)
- L'ultimo gladiatore, regia di Umberto Lenzi (1964)
- Ringo del Nebraska, regia di Antonio Romàn, Mario Bava (1965)
- Colorado Charlie, regia di Roberto Mauri (1965)
- Mondo pazzo... gente matta!, regia di Renato Polselli (1965)
- Il gladiatore che sfidò l'impero, regia di Domenico Paolella (1965)
- Il buono, il brutto, il cattivo, regia di Sergio Leone (1966)
- Texas addio, regia di Ferdinando Baldi (1966)
- Vayas con dios, Gringo, regia di Edoardo Mulargia (1966)
- Little Rita nel West, regia di Ferdinando Baldi (1967)
- Cjamango, regia di Edoardo Mulargia (1967)
- Io non protesto, io amo, regia di Ferdinando Baldi (1967)
- Due rrringos nel Texas, regia di Marino Girolami (1967)
- Colpo maestro al servizio di Sua Maestà britannica, regia di Michele Lupo (1967)
- Buckaroo (Il winchester che non perdona), regia di Adelchi Bianchi (1967)
- Don Chisciotte e Sancio Panza, regia di Giovanni Grimaldi (1968)
- Straziami ma di baci saziami, regia di Dino Risi (1968)
- I quattro dell'Ave Maria, regia di Giuseppe Colizzi (1968)
- Crisantemi per un branco di carogne, regia di Sergio Pastore (1968)
- Giurò... e li uccise ad uno ad uno... Piluk il timido, regia di Guido Celano (1968)
- Colpo sensazionale al servizio del Sifar, regia di José Luis Merino (1968)
- Dio perdoni la mia pistola, regia di Mario Gariazzo e Leopoldo Savona (1969)
- Agguato sul Bosforo, regia di Luigi Batzella (1969)

## Prosa televisiva Rai
- La foresta pietrificata di Robert E. Sherwood, regia di Carlo Ludovico Bragaglia, trasmessa il 15 febbraio 1957.
- Romeo Bar di Guglielmo Giannini, regia di Anton Giulio Majano, trasmessa il 5 settembre 1958.
- Ore disperate, regia di Anton Giulio Majano, trasmessa il 10 settembre 1962.
- Una tragedia americana, regia di Anton Giulio Majano, trasmessa nel 1962.
- E le stelle stanno a guardare, regia di Anton Giulio Maiano, trasmessa nel 1971.

## Prosa radiofonica Rai
- Ballata italiana di Edoardo Anton, regia di Alberto Casella, musica di Raffaele Gervasio, trasmessa il 1º novembre 1953.

## Doppiatori
- Renato Turi in Capitan Fuoco, L'arciere nero, Il terrore dei barbari, La sceriffa, Il terrore dell'Oklahoma, I pirati della costa, La furia dei barbari, Il cavaliere dai cento volti, Il segreto dello sparviero nero, La vendetta di Ursus, Maciste l'eroe più grande del mondo, Ercole contro i tiranni di Babilonia, Ercole contro Roma, Colorado Charlie, Cjamango, Buckaroo (Il winchester che non perdona), Straziami ma di baci saziami, Agguato sul Bosforo
- Alessandro Sperlì in Zorro alla corte di Spagna, Zorro e i tre moschettieri, Gli invincibili sette, Jim il primo, La vendetta dei gladiatori, Il figlio di Cleopatra, Ercole, Sansone, Maciste e Ursus gli invincibili
- Gastone Moschin in Il cavaliere del castello maledetto, Afrodite, dea dell'amore, Il vedovo, Il terrore della maschera rossa, La grande guerra
- Mario Pisu in La Venere dei pirati, Il buono, il brutto, il cattivo, Colpo maestro al servizio di Sua Maestà britannica
- Alberto Lupo in Il gladiatore invincibile, La rivolta dei sette
- Giorgio Capecchi in I masnadieri, Ponzio Pilato
- Mario Bardella in I Reali di Francia, Ringo del Nebraska
- Mario Ferrari in La barriera della legge
- Emilio Cigoli in La rivolta dei mercenari
- Andrea Checchi in Frenesia dell'estate
- Mario Feliciani in Texas addio
- Sergio Rossi in Vayas con dios, Gringo
- Aldo Giuffré in Io non protesto, io amo
- Vittorio Sanipoli in Due rrringos nel Texas
- Giampiero Albertini in I quattro dell'Ave Maria
- Leonardo Severini in Dio perdoni la mia pistola